# Lu Xun (Tres Regnes)
|  | Aquest article tracta sobre l'oficial militar del període dels Tres Regnes de la Xina . Si cerqueu l'escriptor del tardà Qing, vegeu «Lu Xun». |

En aquest nom xinès, el cognom és Lu.
Lu Xun (183 – 245 EC) va ser un general militar i canceller de Wu Oriental durant l'era dels Tres Regnes de la història xinesa. Va tenir un paper decisiu en causar la caiguda de Guan Yu, però és més famós per derrotar a Liu Bei en la cèlebre Batalla de Yiling en el 222 EC.

## Biografia

### Inicis
Lu era d'una de les quatre famílies més prestigioses i riques de la regió Jiangdong (Zhu, Lu, Gu, Zhang). Va començar la seva carrera com un oficial menor sota Sun Ce, que era aleshores encara era un general militar i un senyor de la guerra provincial. A Lu aviat se li va donar un càrrec menor com comandant i oficial civil, on es va distingir per ser competents en l'administració tant dels assumptes civils com dels militars. Com comandant militar, ell va pacificar les tribus yue al sud-est de la Xina i les va portar a l'esfera d'influència xinesa. Com un funcionari civil, va ser reeixit en la integració dels refugiats i les minories del nord de l'estructura social i econòmica de Wu Oriental.

### Invasió de la Província de Jing
En el 208 EC, les forces aliades de Sun Quan i Liu Bei derrotaren al senyor de la guerra Cao Cao a la batalla dels Penya-segats Rojos, entrebancant l'expansió pel sud de Cao i cimentant el lloc Wu Oriental en el mapa dels Tres Regnes. Liu Bei no tenia una seu de poder i així llavors Sun Quan va acordar prestar-li la Província de Jing fins que hagués establert el seu propi domini. Pel 219 EC, Liu Bei s'havia fet ja amb la Província de Yi, arrabassant-se-la al senyor de la guerra Liu Zhang, però la Província de Jing era encara sota el seu control i governada pel seu general Guan Yu.
Quan Guan va marxar de la Província de Jing per atacar a les forces de Cao Cao al nord, Lu va aparentar assumir el comandament de Lü Meng de les forces de Wu Oriental al front oriental de la Província de Jing. Lu va escriure una carta afalagadora a Guan, elogiant a Guan i posant-se una presumpció com de dèbil per si mateix. Guan va abaixar la guàrdia contra Wu Oriental i va reduir el nombre de tropes de reserva en la província de Jing. Lü Meng i Lu llavors van realitzar un atac secret a la província de Jing i la van conquerir amb rapidesa, amb molts subordinats de Guan efectuant defecció cap al bàndol de Wu Oriental. Lu també en va proposar a Sun Quan d'adoptar mesures per guanyar-se el cor de les gents de la Província de Jing. El nombre de soldats desertors en l'exèrcit de Guan va augmentar gradualment disminuint la moral d'aquest, fins que a Guan li va restar només amb una petita força. Al final Guan va ser capturat i executat per ordre de Sun Quan.

### Batalla de Xiaoting
Quan Liu Bei en va descobrir que la Província Jing havia estat presa i que Guan Yu havia estat ajusticiat, es va enfuriar molt; ja que li havien tocat la cama del mal. Va dirigir un exèrcit de Shu Han cap a l'est per reclamar la Província de Jing i revenjar-se per la mort de Guan. L'exèrcit de Wu Oriental patí derrotes a mans de Shu Han en les primeres topades, fins que Sun Quan va decidir nomenar a Lu com comandant en cap.
Lu n'establí diversos forts i reforçà les ciutadelles existents en lloc de batallar directament l'avanç de Liu Bei. Encara que aquesta estratègia sacrificava el territori, la mateixa li va permetre guanyar un temps crucial per a organitzar i transportar les tropes de Wu Oriental. Els punts crítics establerts en el camp de batalla també li van servir per embarassar a les tropes enemigues i desbaratar les rutes de subministrament de l'enemic.
Poc generals eren contents amb la tria de Lu Xun com a comandant en cap; molts d'ells eren veterans endurits que havien estat en servei des de l'època de Sun Jian, mentre que Lu Xun era relativament nou en el servei i menys conegut (Lü Meng va rebre la major part del reconeixement per la captura de Província de Jing). Ell volien atacar a Liu Bei, però les seves tropes es trobaven esgotades presumiblement per la marxa. Lu se'ls va negar, afirmant que havia discernit que Liu Bei s'havia preparat i ho havia planejat precisament per això i, per tant, una batalla oberta seria massa arriscada. Liu Bei llavors va enviar forces cap endavant per atraure a l'exèrcit de Wu en una emboscada; els generals volien lluitar, però Lu predient una emboscada, una vegada més els va ordenar de restar en posició.
Quan les tropes de Shu Han ja n'havien començat a mostrar indicis de fatiga, Lu, després de diversos mesos d'inactivitat, de colp i volta va atacar, primer enganyant als comandants de Shu Han amb un simulacre d'atac en un dels seus campaments, llavors ordenant a les seves tropes d'avançar amb torxes i calar-hi foc a tots els altres campaments de l'exèrcit de Liu Bei. A això li va seguir un devastador atac per tres bandes per part de totes les forces Wu Oriental, i l'exèrcit de Liu Bei va acabar sent destruït per complet. Liu va fugir cap a l'oest i va morir un any després a la ciutat de Baidicheng. Lu saltà a la fama pel seu paper en la batalla i va començar a estar molt ben considerat pels seus companys.
L'exèrcit de Wu Oriental estava preparat per a una campanya de prossecució en el territori de Shu Han, però Lu va percebre que les forces de Cao Wei aprofitarien l'oportunitat per atacar Wu Oriental, i va cancel·lar la campanya. La seva preocupació en va ser justificada quan la seva predicció es va fer realitat després.

### Campanyes posteriors
Lu havia cimentat la seva posició com a comandant militar, i va ser nomenat governador de la província de Jing. En la batalla de Shiting, Zhou Fang, un oficial provincial va fingir una defecció a Cao Wei, atraient un gran exèrcit de Cao Wei comandat per Cao Xiu dins del territori de Wu Oriental. Lu va fer una emboscada i va destruir la major part de l'exèrcit enemic, mentre que la resta de soldats foren rescatats per Jia Kui, que havia predit l'emboscada i havia tractat de convèncer a Cao Xiu per endavant, sent no obstant desestimat el seu consell.
En una data posterior, Wu Oriental va llançar una campanya cap al nord, però un dels seus missatgers de confiança va ser capturat i es van filtrar notícies dels seus plans militars. A Zhuge Jin, un dels generals que dirigia la campanya, va començar a agafar-li el pànic i va escriure a Lu, demanant assessorament sobre com retirar-se; Lu no va contestar, sinó que va passar el temps jugant als escacs i sembrant fesols. El perplex Zhuge Jin va viatjar a esbrinar que passava amb Lu. Lu li va explicar que si fugien immediatament, l'exèrcit entraria en un estat de caos i l'enemic seria capaç de prendre avantatge de la situació, per perseguir-los i destruir-los. Al contrari, actuant amb calma, ells sospitarien de l'existència d'un complot i, per tant, dubtarien i cavil·larien, permetent a les forces del mateix Zhuge Jin de fer una retirada discreta. Just com ell va dir, l'enemic va dubtar i les seves forces van ser capaces de retirar-se de manera segura.
Lu era un conseller molt respectat per Sun Quan; en fou conegut per la seva virtut i humilitat, així també com per la seva perspicàcia. Després que Sun es va proclamar a si mateix emperador, Lu Xun va ser nomenat canceller.

### Vida tardana
Va sorgir una disputa entre dos dels fills de Sun Quan: Sun He, llavors hereu al tron, i Sun Ba, el Príncep de Lu. La posició de Sun He com príncep hereu era amenaçada per Sun Ba, que es va veure afavorit profundament pel seu pare. Lu es va posar del costat de Sun He i li suplicà a Sun Quan de reafirmar la posició de Sun He com a príncep hereu, indicant que el poder de Sun Ba era una amenaça per a l'estabilitat de Wu Oriental. Va escriure cartes a Sun Quan en diverses ocasions; foren totes ignorades. Sun Quan finalment va destituir a Lu del seu càrrec i repetidament enviava oficials per reprendre-lo. Ple de dolor, Lu va caure malalt i va morir a l'edat dels 63 anys.
Lu es va casar amb la filla de Sun Ce i Da Qiao i va ser pare de Lu Yan i Lu Kang. Lu Kang es va convertir en un distingit general del Wu Oriental tardà.

## Família

### Propparents
- Esposa: la segona filla de Sun Ce, nom personal desconegut, va donar a llum a dos fills de Lu Xun
- Fills:
  - Lu Yan (陸延), mort a una edat jove
  - Lu Kang (陸抗), va servir a Wu Oriental com general militar i polític
- Nets (tots són fills de Lu Kang):
  - Lu Yan (陸晏), va servir com a Major General
  - Lu Jing (陸景), va exercir com a Tinent General
  - Lu Xuan (陸玄)
  - Lu Ji (陸機)
  - Lu Yun (陸雲)
  - Lu Dan (陸耽)

### Parents
- Lu Kai (陸凱), nebot
  - Lu Yi (陸禕), fill major de Lu Kai
  - Lu Yin (陸胤), segon fill de Lu Kai
    - Lu Shi (陸式), fill de Lu Yin
- Lu Kang (陸康)
  - Lu Ji (陸績), fill més jove de Lu Kang, un dels El Vint-i-quatre Exemplars Filials, va servir com a Administrador de Yulin
    - Lu Hong (陆宏), el fill major de Lu Ji, va servir com a Comandant al sud de Kuaiji
    - Lu Rui (陆叡), el segon fill de Lu Ji, va servir com a Coronel Changshui
    - Lu Yusheng (陆鬱生), filla de Lu Ji